# 松戸市立総合医療センター附属看護専門学校
松戸市立総合医療センター附属看護専門学校 （まつどしりつそうごういりょうセンターふぞくかんごせんもんがっこう）は、千葉県松戸市にある公立専修学校。

## 沿革
- 1970年（昭和45年）- 松戸市立病院附属准看護学院設立
- 1973年（昭和48年）- 松戸市立高等看護学院（看護科2年課程）を設置
- 1978年（昭和53年）- 国保松戸市立病院附属看護専門学校と改称。准看護学院を高等課程（准看コース）に、高等看護学院を専門課程とする。
- 1987年（昭和62年）- 校舎を現在地へ新築移転。専門課程を看護科3年課程に変更
- 1998年（平成10年）3月31日- 高等課程を廃止
- 2008年（平成30年）- 松戸市立総合医療センター附属看護専門学校と改称

## 設置学科
- 看護学科（3年制・昼間）

## 所在地
- 千葉県松戸市上本郷4182番地

## 交通アクセス
- JR常磐線北松戸駅東口下車　徒歩15分。
- 京成松戸線上本郷駅下車　徒歩15分
- 松戸駅東口・北松戸駅から京成バス・「県立松高前」行で「看護専門学校前」下車

## 取得できる資格・免許状

### 看護学科
- 看護師国家試験受験資格